# Туймази
Туймази (на башкирски: Туймазы) е град, административен център на Туймазински район, автономна република Башкирия, Русия. Населението му към 1 януари 2018 година е 68 256 души.